# Abdul Hamid (landhockeyspelare)
Abdul Hamid, född 7 januari 1927 i Bannu, död 12 juli 2019 i Rawalpindi, var en pakistansk landhockeyspelare.
Hamid blev olympisk guldmedaljör i landhockey vid sommarspelen 1960 i Rom.